# Centromyrmex silvestrii
Centromyrmex silvestrii är en myrart som först beskrevs av Santschi 1914.  Centromyrmex silvestrii ingår i släktet Centromyrmex och familjen myror. Inga underarter finns listade.